# Caius Cassius Longinus (consul en 30)
Pour les articles homonymes, voir Caius Cassius Longinus et Cassius Longinus.
Caius Cassius Longinus, consul suffect en 30 avec Lucius Naevius Surdinus, proconsul de la province d'Asie (40-41), légat de Syrie (41-49), mari de Junia Lepida, est un célèbre jurisconsulte. C'est un petit-neveu de Servius Sulpicius Rufus et un descendant, arrière petit-fils (ou neveu), de Gaius Cassius Longinus, un des assassins de Jules César.
Cassius, élève de Masurius Sabinus, devient le chef de l'école juridique sabinienne à la mort de ce dernier. Par la suite cette école sera aussi appelée cassinienne en référence à Cassius. Ses principaux ouvrages sont les libri (commentarii) iuris civilis en au moins dix volumes. Ils ne survivent que dans des citations d'auteurs plus tardifs comme Iavolenus.
Il est exilé en Sardaigne par Néron en 65 et se trouve à nouveau à Rome sous Vespasien.